# Sloten (Amsterdam)
Sloten ist ein ehemaliges Dorf in der niederländischen Provinz Nordholland, das heute zur Gemeinde Amsterdam gehört.

## Geschichte
Die älteste amtliche Erwähnung von Sloten stammt aus dem Jahr 1063 und ist damit rund 200 Jahre älter als Amsterdam. Um das Jahr 1000 war das Gebiet eine morastige Landschaft und kaum bevölkert. Nach dem Jahr 1000 wurde Landwirtschaft betrieben und die ersten Dörfer gegründet. Um 1175 wurde Sloten verlegt nach dem heutigen Sloterweg.

Der Sloterweg war bis zum Anfang des 16. Jahrhunderts die bedeutendste Landverbindung zwischen Amsterdam und Nordholland.

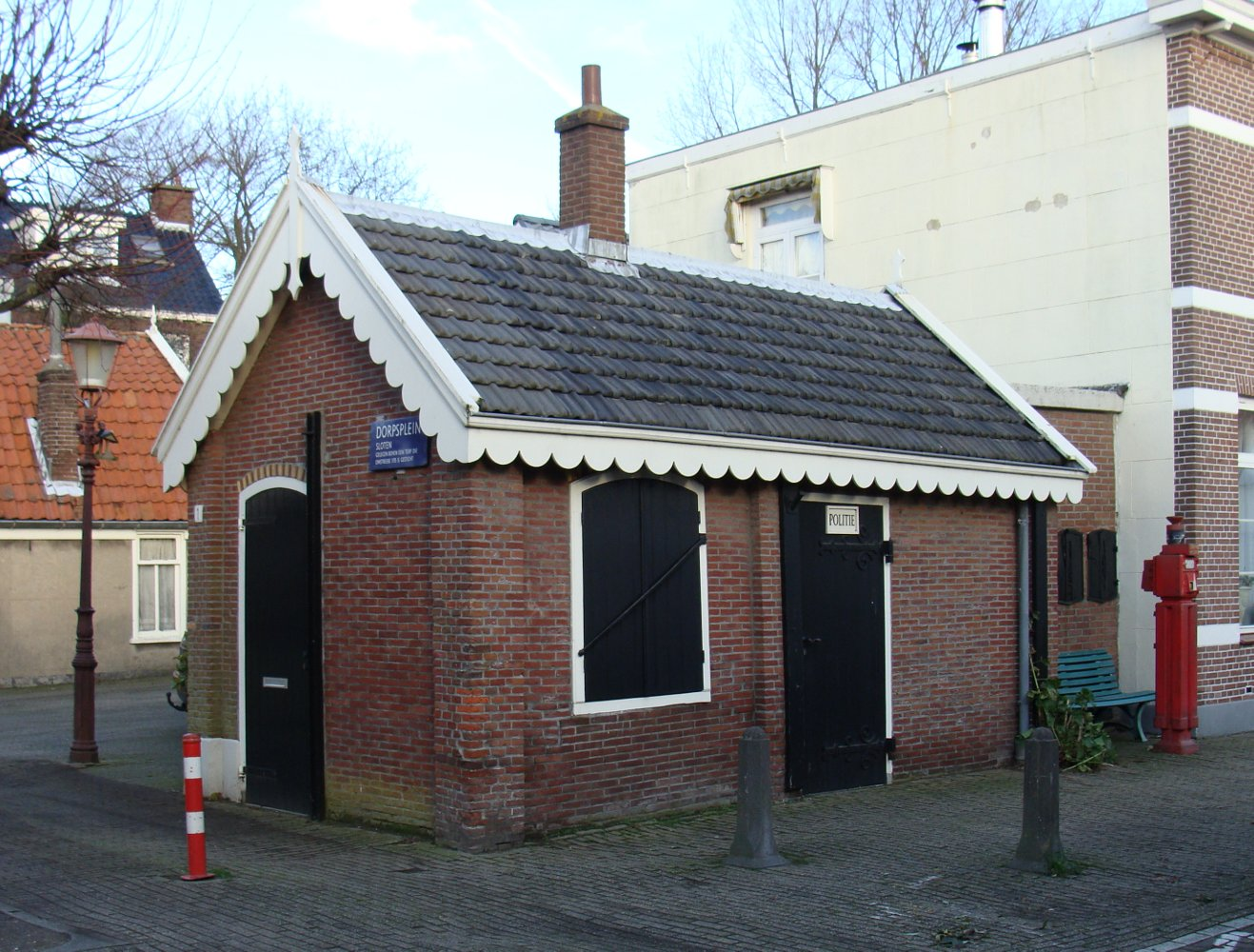
Die kleinste Polizeiwache in den Niederlanden

1816 wurde aus dem Dorf Sloten eine selbstständige Gemeinde. Seit Januar 1921 gehört Sloten zur Gemeinde Amsterdam und wurde zum Teil in den Stadtteil Osdorp integriert. In der Mitte von Sloten befindet sich die kleinste Polizeiwache der Niederlande. In den 1990er Jahren entstanden mehrere Neubausiedlungen, auf dem Tuinbouwgebiet Sloten die Siedlung „Nieuw Sloten“. Auf der anderen Seite des Viertels „De Aker“ und „Oostoever“. Um 1979 waren die Gartenstädte („Tuinsteden“) Tuinstadt Slotermeer, Geuzenveld, Slotervaart, Overtoomse Veld und Osdorp fertiggestellt.

Sloten hat 13.490 Einwohner (Stand: Februar 2010).
Die älteste Windmühle von Sloten, gebaut 1636, war bis 1932 in Betrieb. Als in den 1950er Jahren das Nieuwe Meer („Neuer See“) ausgebreitet wurde, entstand der „Riekerplas“. 1956 wurde die Mühle abgebrochen und 1961 an der Amstel bei der Kalfjeslaan wieder aufgebaut.

## Sehenswürdigkeiten
- Seit 1991 hat Sloten eine neue Windmühle, eine von den wenigen in Holland, welche täglich von Besuchern besichtigt werden kann. Im April 2005 wurde sie mit dem Kuiperijmuseum ausgebreitet[5].
- Naturpark De vrije Geer wurde 2003 für Besucher geöffnet.

## Weiterführende Literatur
- Joop Kool, Wandelen door het dorp Sloten van toen en nu. Uitgave Dorpsraad Sloten-Oud. Osdorp, 2002.
- Erik Swierstra, Fietsen door Landelijk Osdorp. Uitgave Dorpsraad Sloten-Oud Osdorp, 2004. ISBN 90-808355-2-8